# Sintetizador moog

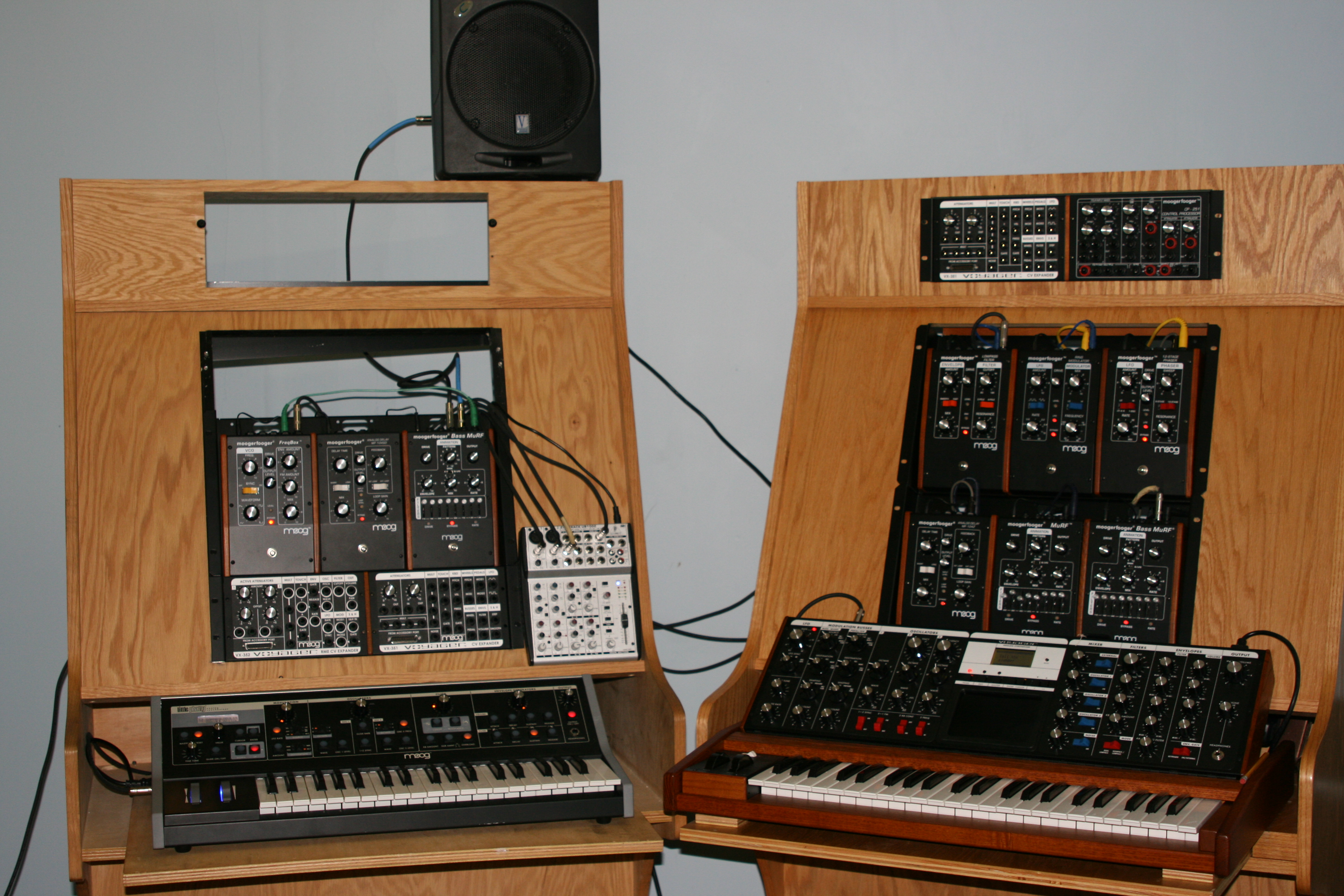
Sintetizadores Moog en 2007

El sintetizador Moog se puede referir a cualquiera de los sintetizadores analógicos diseñados por Robert Moog o fabricados por Moog Music y comúnmente es usado como término genérico para la antigua generación de sintetizadores analógicos musicales. La compañía Moog fue pionera en la manufactura comercial de los sistemas de sintetizadores analógicos modulares controlados a través de voltaje a mediados de los sesenta. El desarrollo tecnológico que llevó la creación del sintetizador Moog fue la invención del transistor, que permitió a investigadores como Moog construir sistemas electrónicos musicales que fueron considerablemente más pequeños, baratos y más confiables que los sistemas basados en bulbos.
El sintetizador Moog adquirió mayor atención dentro de la industria de la música después de su demostración en el Monterey Pop Festival en 1967. El lanzamiento comercial de una grabación del Moog fue hecho por Wendy Carlos en el disco de 1968 Switched-On Bach, que se convirtió en uno de los discos de música clásica más vendidos de su época. El éxito de Switched-On Bach supuso una ola de grabaciones con sintetizadores a finales de los años sesenta y mediados de los años setenta.
Posteriormente en los sistemas modulares Moog se incluyeron varias mejoras, como una versión simplificada diseñada para su uso en presentaciones en vivo.

## Inicios
La compañía Moog fue pionera en la manufactura comercial de sintetizadores analógicos controlados a través de voltaje. El fundador de la compañía, Robert Arthur Moog, comenzó a manufacturar y a vender theremínes como bulbos en forma de kits mientras él era un estudiante a principios de los años cincuenta y comercializando sus primeros kits de theremínes con transistores en 1961. Moog comenzó a interesarse en el diseño y la construcción de complejos sistemas electrónicos musicales a mediados de los sesenta y el emergente interés en sus diseños le permitió establecer una pequeña compañía (R. A. Moog Co., que luego se convertiría en Moog Music y posteriormente, en Moog Electronics) para fabricar y comercializar sus nuevos dispositivos.
Los experimentadores pioneros en música electrónica como Leon Theremin, Louis y Bebe Barron, Christopher R. Morgan y Raymond Scott habían construido dispositivos generadores de sonido y sistemas de complejidad variable, y varios sintetizadores electrónicos (como el RCA Mark II Sound Synthesizer) habían sido construidos antes de la llegada del Moog, pero eran esencialmente dispositivos o sistemas personalizados. Los estudios de música electrónica generalmente tenían varios osciladores, filtros y otros dispositivos para generar y manipular el sonido electrónico. En el caso de la partitura para la película de ciencia ficción Planeta prohibido (1955), los Barrons tuvieron que diseñar y construir varios circuitos para producir determinados sonidos en particular, y que cada uno de ellos pudiera ejecutar un rango limitado de funciones.
Los primeros dispositivos para la presentación de música electrónica en vivo como el theremín estaban relativamente limitados en sus funciones. El theremín clásico, por ejemplo, sólo producía un tono de onda sinusoidal, y la antena que controla la altura y el volumen responden a pequeños cambios en la proximidad de la mano del operador, haciendo difícil que se ejecute con precisión.
En el periodo de 1950 a mediados de los años 1960, los músicos de estudio y compositores dependían en gran medida de la cinta magnética para realizar sus obras. Las limitaciones de los componentes existentes de música electrónica significaba que en varios casos cada nota tenía que ser grabada por separado, con los cambios de su altura usualmente conseguidos a través de la aceleración o disminución de la velocidad de la cinta, y posteriormente cortar y grabar el resultado en la cinta maestra. Estos trabajos electrónicos grabados en cinta podrían resultar extremadamente laboriosos y llevar mucho tiempo para la creación de acuerdo a la grabación de demostración del Moog 900 de 1967. Tales grabaciones podrían tener más de ocho ediciones por pulgada de cinta. La clave para el desarrollo tecnológico que llevó a la creación del sintetizador Moog fue la invención del transistor, que permitía a investigadores como Moog construir sistemas electrónicos musicales que fueran considerablemente pequeños, baratos y más confiables que los sistemas basados en bulbos.

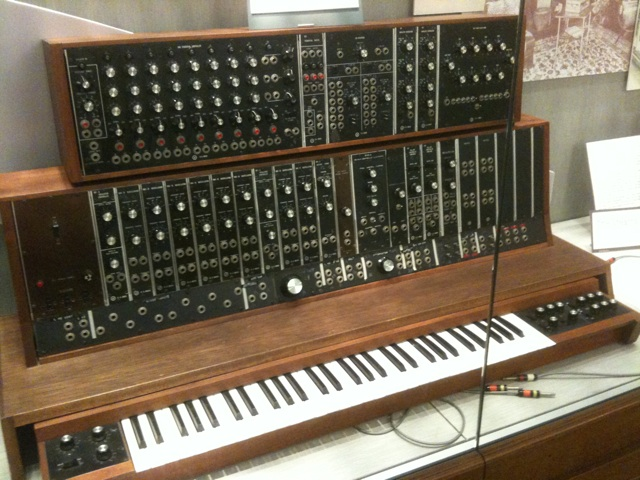
El primer prototipo vendido de un sintetizador Moog en 1964, un encargo de Alwin Nikolais Dance Theater de Nueva York

Moog comenzó a desarrollar sus sistemas sintetizadores después de que conoció al educador y compositor Herbert Deutsch en una conferencia a finales de 1963. A lo largo del siguiente año, con el apoyo de Myron Hoffman de la Universidad de Toronto, Moog y Deutsch desarrollaron el primer sintetizador modular substractivo controlado a través de voltaje. Gracias a Hoffman, Moog fue invitado a demostrar los prototipos de estos dispositivos en la convención de la Audio Engineering Society en octubre de 1964, donde el compositor Alwin Nikolais los observó e inmediatamente ordenó uno.
Las innovaciones de Moog fueron expuestas en el escrito de 1964 Voltage-Controlled Electronic Music Modules, presentado en la conferencia de la AES en octubre de 1964, donde también mostró su prototipo de módulos del sintetizador. Hubo dos inclusiones destacadas en el nuevo sistema de Moog: el análisis y sistematización de la producción de los sonidos electrónicamente generados, desglosando el proceso en un número de "bloques" básicos funcionales, que serían estandarizados como módulos; y la proposición del uso de una escala estandarizada de voltajes para las señales eléctricas que controlaran varias funciones de estos módulos. Los osciladores del Moog y el teclado, por ejemplo, usaron una progresión estándar de una vuelta por octava para el control de las alturas.
Durante el tiempo en el que los circuitos digitales aún eran relativamente costosos y en una etapa temprana de desarrollo, el control de voltaje era una opción de diseño práctico. En la topología Moog, cada módulo que controlara voltaje tenía una o más entradas que aceptaban un voltaje de usualmente 10 V o menos. La magnitud de este voltaje controla uno o más parámetros principales de los circuitos del módulo, como la frecuencia de un oscilador de audio (o de frecuencias bajas), la atenuación o la ganancia de un amplificador, y el corte de frecuencias de un filtro amplio. Por consiguiente, la frecuencia determina la altura, la atenuación determina el volumen instantáneo (así como el silencio entre las notas), y el corte de frecuencias determina una tímbrica relativa.
El control de voltaje en los sintetizadores analógicos era similar al principio de los voltajes usado en las computadoras electrónicas analógicas, en el cual el voltaje es una analogía escalada de la cantidad que es parte de la computación. Por ejemplo, el control de voltaje puede sumar o sustraer en un circuito de manera idéntica a un sumador en una computadora. Dentro de un sintetizador controlado por voltaje, una función análoga exponencial de 1 V por octava a un oscilador que básicamente corre en V/kHz. La polaridad positiva del voltaje incrementa la altura y la negativa la disminuye. El resultado es que, por ejemplo, en un teclado estándar puede tener su salida a un cuarto de tono del teclado cambiando su salida por la mitad de 1 V por octava, sin ningún otro cambio técnico.
A partir de este enfoque, Moog construyó varios generadores de señales, modificadores de señales y módulos de control, cada uno de ellos puede ser fácilmente interconectado para controlar modificar las funciones y salidas de cualquier otro. El componente central era el oscilador controlado por tensión, el cual generaba una señal primaria, capaz de producir una variedad de formas de onda incluyendo dientes de sierra, cuadrada y sinusoidal. La salida del VCO podía ser modificada y moldeada enviando la señal a otros módulos como amplificadores, filtros, generadores de envolventes, y moduladores de anillo. Otra personalización que forma parte del sintetizador modular Moog es el secuenciador, que probé una fuente pasos temporalizados para el control de los voltajes que eran programados para crear patrones de notas repetitivas, sin usar el teclado. Las entradas y salidas de cualquier modelo podían ser interconectadas a través de cables (usando cables ("mono") ¼-de pulgada) y, acompañado de las perillas y switches del módulo de control, pudiendo crear una casi infinita variedad de sonidos y efectos.
La salida final podría ser controlada por un teclado musical como interfaz primaria del usuario pero las notas, sonidos individuales, también podrían ser activadas y/o moduladas a través de un controlador de cinta o por otros módulos como generadores de ruido blanco, osciladores de bajas frecuencias. Los sistemas modulares Moog no estaban diseñados como instrumentos para presentaciones en vivo, sino como un sofisticado, sistema de audio profesional para estudio que pudiera ser utilizado como instrumento musical para crear y grabar música electrónica.
Los primeros sistemas modulares personalizados Moog fueron construidos durante 1965 y presentados en el taller de verano en la fábrica Moog en Nueva York culminando con el concierto de música electrónica y música concreta en la tarde del 28 de agosto. Aunque era más compactos que los sistemas anteriores basados en bulbos (por ejemplo el RCA Mark II Sound Synthesizer|RCA Mark II) los sistemas modulares Moog eran grandes para los estándares modernos, debido a que se crearon antes de la introducción de la tecnología del circuito integrado (microchip). Uno de los más grandes, basado en el Moog, fue el sistema "TONTO's Expanding Head Band TONTO"  (construido por Malcolm Cecil Y usado por Stevie Wonder en la década de los setenta). Ocupó varios metros cúbicos cuando está completamente armado. Estos primeros Moog eran complejos de operar, algunas veces tomaba horas en conseguir un nuevo sonido con la máquina, y estaban dispuestos a una inestabilidad en la altura debido a que los osciladores tendían a desafinarse debido al calentamiento del dispositivo. Como resultado, la adquisición y su uso se limitaba a clientes como instituciones educativas, los principales estudios de grabación y unos pocos profesionales del audio.
En 1967, a través de contactos en el centro Columbia-Princeton Center, Moog conoció a Wendy Carlos, una ingeniera de grabación del estudio Gotham Recording en Nueva York y antigua estudiante de Vladimir Ussachevsky. Carlos en ese entonces construyó un sistema de música electrónica y comenzó a ordenar módulos Moog. Moog acredita a Carlos varias sugerencias y mejoras para sus sistemas. Durante 1967 Moog introdujo su primer modelo de producción, la serie 900, que fue promocionada con una demostración gratuita a través de un disco, llevado a cabo y producido por Carlos. Después de ensamblar un sistema Moog con una grabadora personalizada de ocho canales a inicios de 1968, Carlos y la colaboradora Rachel Elkind (secretaria del presidente de CBS Records Goddard Lieberson) comenzaron a grabar piezas de Bach que Carlos tocó en el nuevo Moog. Moog tocó una de sus piezas en una convención de la AES en 1968 recibiendo una ovación.
El uso de cables flexibles con conectores en las puntas y sockets para realizar conexiones temporales data del uso de cables operados de manera manual en los tableros telefónicos (y anteriormente con los circuitos de los telégrafos). Cables con conectores en las puntas habían sido usados décadas antes de los invención de los sintetizadores de Moog para hacer conexione temporales en lugares como la radio y estudios de grabación. Estos se convirtieron en cables para parchar, y ese término ha sido usado en los sistemas modulares Moog. Desarrollado con familiaridades, el término de parchar se ha empleado a los sintetizadores hoy en día, aunque no utilicen cables.

## Finales de los años 1960
El sintetizador Moog comenzó a adquirir mayor atención dentro de la industria de la música después de que fue mostrado en Monterey Pop Festival en junio de 1967. Los pioneros en la música electrónica Paul Beaver y Bernie Krause llevaron uno de los primeros sintetizadores Moog en 1966 y pasaron un año tratando de obtener el interés de los estudios de Hollywood para su uso en películas. En junio de 1967 ellos lo mostraron en el Festival de Monterrey, atrajo el interés de varios de los actos del festival, incluyendo a The Byrds y Simon y Garfunkel. Esto puso en marcha inmediatamente una sesión de estudio en Los Ángeles y un contrato de grabación con Warner Brothers.
Algunas de las primeras grabaciones rock en incluir al sintetizador Moog son: el sencillo de The Supremes, Reflections (lanzado en julio de 1967) y prominentemente a través de grabaciones de la época del Verano del Amor  como Strange Days de The Doors (lanzado en septiembre de 1967) Pisces, Aquarius, Capricorn, & Jones, Ltd. deThe Monkees, Cosmic Sounds de The Zodiac, (lanzados en noviembre de 1967), Their Satanic Majesties Request de The Rolling Stones (lanzado en diciembre de 1967), The Notorious Byrd Brothers de The Byrds (lanzado en enero de 1968), y Bookendsde Simon & Garfunkel (lanzado en abril de 1968).
Durante esta etapa temprana el sintetizador Moog era percibido como un novedad del teclado electrónico, no como el Mellotron, el cual había aparecido en años antes. La mayoría de las primeras apariciones del Moog eran en discos populares con un uso limitado del sintetizador, explotando las cualidades sónicas del dispositivo, y era generalmente usado para "colorear" los arreglos de rock, en lugar de una alternativa como en Bookends de Simon y Garfunkel de 1968 y Abbey Road de The Beatles.
De acuerdo a American Physical Society, «La primera presentación en vivo de un sintetizador fue con el pianista Paul Bley en el centro Lincoln en la ciudad de Nueva York el 25 de diciembre de 1969. Bleay desarrollo una interfaz que permitía una presentación en vivo en el sintetizador». Sin embargo, de acuerdo a las notas biográficas de la Universidad de Hofstra, Herbert Deutsch dio un concierto en la sala de la ciudad de Nueva York el 25 de septiembre de 1965 con su Cuarteto de Improvisación de Nueva York, el cual incluyó la primera presentación de un sintetizador Moog. El sintetizador Moog también fue exhibido el 28 de agosto de 1969 en el Museo de arte moderno en Nueva York en una presentación que incluyó a Moog y Deutsch.

### Éxito comercial

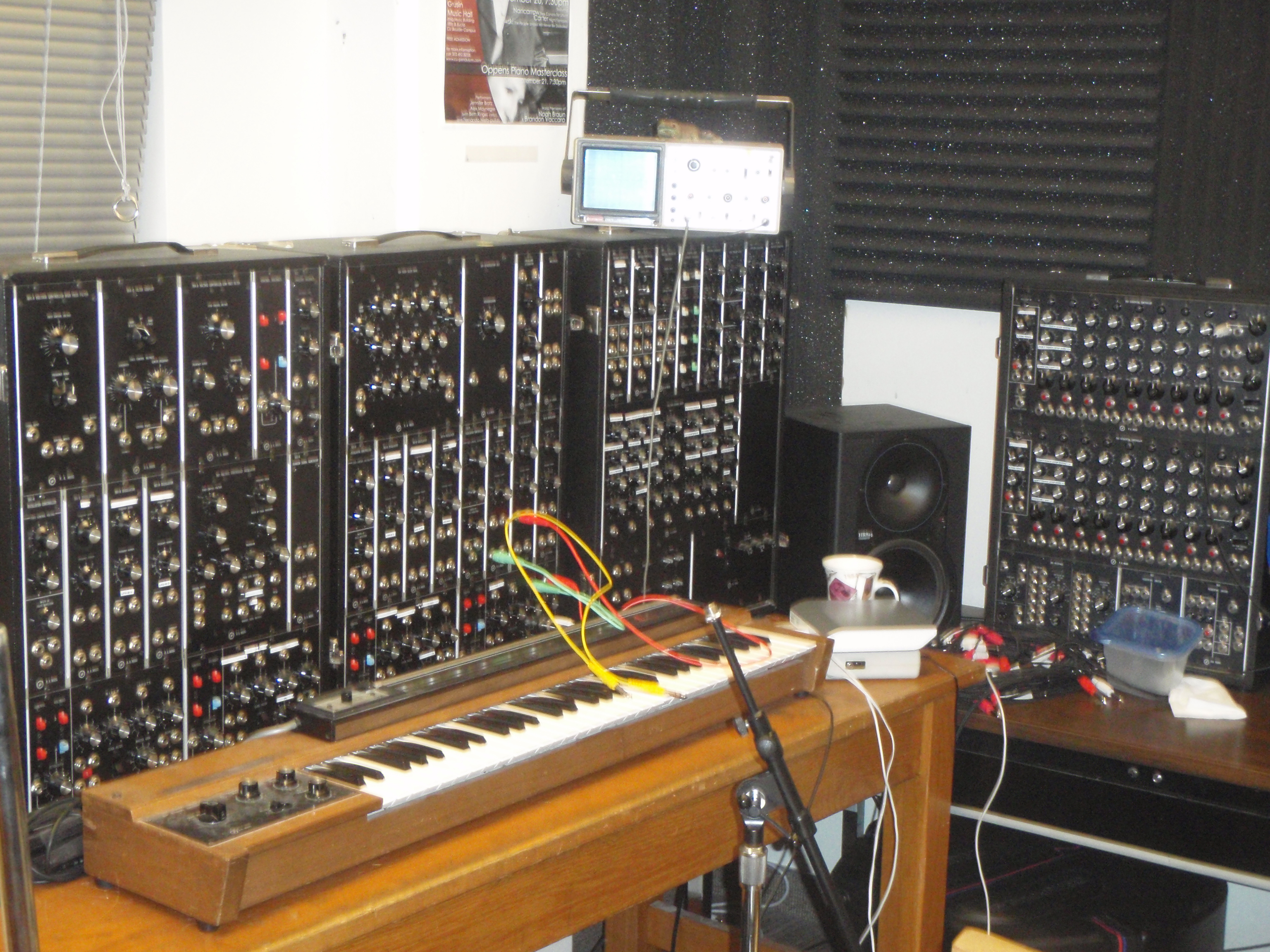
Moog 3P (1968) y el módulo secuenciador.

El éxito comercial fue logrado a través de la ingeniera de Nueva York, Wendy Carlos, quien en conjunto con la productora y colaboradora Rachel Elkind, fue la responsable de introducir el sintetizador Moog al público general y demostrar su extraordinaria capacidad musical. Carlos trabajo estrechamente con Moog en 1967-1968, sugiriendo varias mejoras y refinamientos a sus módulos, y durante 1967 Carlos compuso, realizó y produjo sonidos y música electrónica para una grabación de demostración de la compañía Moog. Carlos compró un gran número de sistemas modulares Moog en 1968 y construyó una grabadora de ocho pistas a partir del equipo del estudio. Carlos y Elkind comenzaron a grabar una selección de composiciones instrumentales de Johann Sebastian Bach, realizadas en sintetizador Moog, con cada pieza grabada a la vez en cinta.
El álbum resultante fue lanzado por Columbia Masterworks Records a finales de 1968 bajo el nombre de Switched-On Bach. Rápidamente llamó la imaginación del público, convirtiéndose en uno de los discos de música clásica más vendidos aquel momento y permitiendo a Carlos conseguir tres premios Grammy. El éxito de  Switched-On Bach lo llevó a desarrollar tres álbumes más de música barroca electrónica, así como la aclamada banda sonora electrónica de 1971 para la película La naranja mecánica de Stanley Kubrick, incluyó música de Wendy Carlos con varios Moog realizando versiones de piezas clásicas de Beethoven y Rossini. Aun en 1968 Keith Emerson compró el segundo sistema modular Moog de Reino Unido después de escuchar Switched-On Bach. Teniendo problemas con el ensamblado y la afinación, conoció y colaboró con Moog ayudándolo a desarrollar osciladores más estables y nuevas funciones para la presentación en vivo. Esto llevó a una comercialización completa de varios tipos de sintetizador en la siguiente década y trajo nuevos fabricantes al mercado.
En julio de 1969 el disco de jazz The Minotaur de Dick Hyman se convirtió en el primer sencillo que utilizó un Moog y llegó al Top 40 de Billboard. Dentro de los primeros usuarios de un Moog están: Bread conLondon Bridge lanzado en 1969, Leon Russell con Stranger In A Strange Land (programado por Terry Manning), grabado en 1968 y lanzado en 1970. Los Beatles también experimentaron con el uso del sintetizador Moog durante la grabación del álbum, Abbey Road, usado en las canciones "Maxwell's Silver Hammer", "Because", "Here Comes the Sun", y "I Want You (She's So Heavy)".
El éxito de Switched-On Bach hizo que surgieran otras grabaciones con sintetizadores a mediados de los sesenta y en los setenta. La mayoría de estos álbumes eran covers de canciones arregladas para el sintetizador Moog de la manera más dramática posible, haciendo covers de rock, country, y otros géneros de música. Los álbumes usualmente tenían la palabra Moog en el título (por ejemplo Country Moog Classics, de Martin Denny, Exotic Moog, de Gershon Kingsley, Music To Moog By etc) aunque muchos utilizaron otras marcas de sintetizadores e incluso órganos. El éxito de estos álbumes tenía un pequeño número de seguidores y la banda de 1990 The Moog Cookbook es un tributo a este estilo de música. Considerando que fue el primer y ampliamente usado sintetizador análogo, muchas personas empezaron a usar el término moog para referirse a los sintetizadores musicales.

### En los años 1970

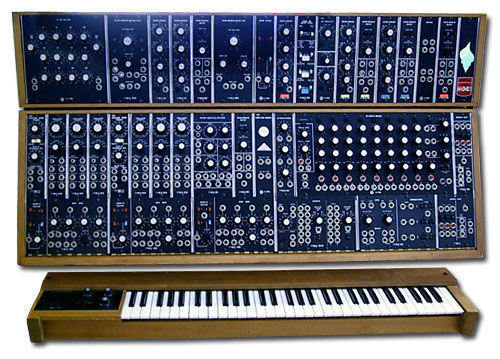
Moog Modular 55 (1974)

Unos de los más importantes y exitosos usos del Moog en la música popular en los años setenta fue una colaboración entre Stevie Wonder y los músicos electrónicos Malcolm Cecil y Robert Margouleff en una serie de álbumes de Wonder lanzados durante este periodo. Estas grabaciones hacen un uso extensivo de dos sistemas, a los que llamaron TONTO (un acrónimo para "The Original New Timbral Orchestra"), con la reputación de ser el primer y más grande sintetizador análogo polifónico multitímbrico. Diseñado y construido por Cecil, estaba basado en el Moog Series II, junto con otros módulos de otros fabricantes como ARP Instruments.
Un riff tocado en un sintetizador Moog es usado en el fondo del logo de WGBH Boston desde 1972.
El álbum del dúo Zero Time (1971), lanzado bajo el seudónimo "Tonto's Expanding Head Band", adquirió la aceptación de la crítica y atrajo la atención de varios músicos como Wonder. El primer trabajo con Cecil, Margouleff y TONTO en el álbum de 1972 Music of My Mind y esta colaboración continuó en álbumes subsecuentes: Talking Book (1972), el cual ganó varios premios Grammy, Innervisions (1973), el cual ganó el Grammy para el álbum del año, Fulfillingness' First Finale (1974) y Songs In The Key Of Life (1976).
Una versión más portable fue creada y el "minimoog" fue tocado por un número de músicos, entre los que destaca Jan Hammer en Mahavishnu Orchestra a inicios de 1971. El minimoog probó ser versátil para permitir a Hammer realizar solos como sus colegas John McLaughlin en la guitarra y Jerry Goodman en el violín. El músico de avant garde jazz Sun Ra comúnmente usaba al Moog como su instrumento para conseguir un sonido único. Un Moog personalizado fue incluido en la canción "Lucky Man" de Emerson, Lake & Palmer, en el solo de Keith Emerson al final. Klaus Schulze uso el Minimoog, por ejemplo, en 1975 en el álbum Timewind. Él utilizó el Big Moog por primera vez en el famoso álbum, Moondawn, cuando consiguió este sintetizador. Otro famoso uso del Moog fue con Tangerine Dream en el álbum Phaedra en 1974, el cual fue un éxito en Reino Unido alcanzando el número 15 de las listas británicas y jugando un rol significativo en el establecimiento de la disquera Virgin Records.
El mayor éxito comercial, de la industria pop en incluir un Moog fue "Popcorn (instrumental)|Popcorn" ejecutado por Hot Butter y lanzado en 1972, el cual llegó a ser el número uno en Australia y en algunos países europeos, llegando al top 10 en Reino Unido y al top 9 en E.U.
En 1974 el grupo electrónico alemán Kraftwerk uso varios tipos de sintetizadores incluyendo el Minimoog en su álbum Autobahn. Una versión de sencillo incluyó una versión editada y la canción principal se convirtió en un éxito internacional a inicios de 1975, alcanzando el puesto 25 en Estados Unidos y el 11 en Reino Unido. Gary Wright fue una de los primeros músicos en perfeccionar el sonido Moog en su álbum The Dream Weaver.
El productor y compositor italiano Giorgio Moroder ayudó a moldear el desarrollo de la música disco incorporando el sintetizador Moog en 1975 en la canción "Love to Love You Baby" de Donna Summer. El uso del sintetizador creó un sentimiento de sensualidad característico de la música disco y abrió camino a la carrera de Donna Summer con el éxito "I Feel Love" en 1977. La línea de Moog en esta canción, combinada con una percusión electrónica creó la categoría de hi-NRG en la música disco.
En 1976, el disco de Gordon Lightfoot. The Wreck of the Edmund Fitzgerald incluiría una unidad Moog que aparece en el verso que incluye la línea... "and later that night when its lights went out of sight, came the wreck of the Edmund Fitzgerald".
En el álbum de 1977 de The Beach Boys Love You, de Brian Wilson, quien compuso casi todas las canciones del álbum, uso el Moog en varias pistas.
A finales de los años setenta y a principios de los ochenta, grupos de tex-mex como Mazz comenzaron a usar los Moogs, que serían posteriormente usados en el moderno tex-mex.
Bernard Herrmann usó dos sintetizadores Moog en la película de Brian de Palma Sisters .
El compositor contemporáneo Christopher R. Morgan uso casi una docena de sintetizadores Moog para su segundo álbum, "The Quad: C".

## Desarrollo del producto
Los posteriores sistemas modulares Moog incluyeron mejoras en el diseño electrónico, y a inicios de los años setenta Moog introdujo diseños más simplificados que lo hicieron más estable y enfocado a las presentaciones en vivo. En 1970, Moog (R. A. Moog Inc. en ese entonces) comenzó la producción del modelo Minimoog, un pequeño, sintetizador monofónico con tres osciladores que junto al EMS VCS 3 fue uno de los primeros sintetizadores ampliamente disponibles, portátiles y baratos. A diferencia de los primeros sintetizadores modulares, el minimoog estaba específicamente creado para ser un instrumento musical para las presentaciones en vivo por tecladistas. Aunque sus capacidades sónicas se encontraban bastantemente reducidas en comparación los sistemas modulares, el Minimoog combina una interfaz amigable, una estabilidad de tono, portabilidad y la habilidad de crear un gran rango de sonidos y efectos.
Una innovación importante del Minimoog fue un par de perillas que el músico podía usar para la inflexión del tono y el control de la modulación de efectos en tiempo real. Las despedidas están montadas a la izquierda del teclado, a lado de la nota más baja. La función de la perilla de tono era asignada solamente al control del tono del oscilador, dónde la perilla de modulación era asignada para controlar una mezcla de oscilador 3 y/o ruido hacia los tres osciladores y/o un corte de frecuencias. En particular, la función intuitiva y la sensación que otorgaba la perilla para el control de tono en los usuarios del Minimoog era similar a los efectos de inflexión de tono que músicos como guitarristas conseguían a través de alteraciones en sus guitarras.
Varios fabricantes de sus pensadores han utilizado otros tipos de controladores de mano izquierda a través de los años, incluyendo palancas, joysticks, controladores de listón y botones. Las perillas de modulación y de tono introducidas en el Minimoog se habían convertido en un estándar en los controladores, y desde entonces han sido utilizados por los más grandes fabricantes de sintetizadores, incluyendo Korg, Yamaha, Kawai, y la desaparecida Sequential Circuit con el Prophet-5, un sintetizador polifónico programable (1977). Una notable decepción es el fabricante japonés Roland, quien optó por nunca incluir perillas de modulación y de tono en ninguno de sus sintetizadores, incluyendo controles alternativos de su propio diseño.
El Minimoog fue el primer producto en solidificar la imagen popular de los sintetizadores como teclados y ser el sintetizador monofónico más vendido con 13,180 unidades entre 1970 y 1981. Fue rápidamente utilizado por las principales bandas de rock y música electrónica como Mahavishnu Orchestra, Yes, Emerson, Lake & Palmer, Tangerine Dream y Gary Numan. Aunque la popularidad de los utilizadores análogos había disminuido durante los ochenta con la llegada de sintetizadores digitales más baratos y teclados de sampling, el Minimoog se mantuvo como un instrumento buscado por productores y artistas, y continúa siendo utilizado extensivamente para la grabación de discos de electrónica, techno, dance y disco debido a sus distintivas cualidades tonales, particularmente el filtro patentado de Moog.
El modelo Minitmoog (1975–1976), fue un descendiente directo del raro Moog Satellite. Sólo unos miles de Minitmoogs se produjeron, aunque los números de producción no están disponibles. Carecía de programabilidad y memoria de almacenamiento, aunque el Minitmoog ofrecía ciertas características, como un teclado con sensibilidad de presión debido a sus senadores controlados a través de voltaje.
El Moog Taurus, sintetizador de pedales, fue lanzado en 1975. Sus 13 pedales eran similares en el diseño de los que se encuentran en los órganos, consumidos bajos penetrantes sintetizados. El Taurus era conocido por su tímbrica "baja" y fue utilizado por Genesis, Rush, Electric Light Orchestra, Yes, Pink Floyd, Led Zeppelin, Parliament-Funkadelic, Paul Davis, y muchos otros. La producción del modelo original fue descontinuado en 1981, cuando fue reemplazado por el Moog Taurus II. En noviembre de 2009, Moog Music introdujo la producción limitada del Moog Taurus 3, el cual, según la compañía reporta, duplica exactamente la tímbrica del Taurus I, incluyendo características modernas como sensibilidad de rapidez, expandiendo la memoria para los presets del usuario, una pantalla nominada, y una interfaz MIDI-USB. Aun así, el original Taurus I es buscado y típicamente vendido a precios altos en el mercado.
Moog Music fue la primera compañía en comercializar el lanzamiento de una keytar: la Moog Liberation. El último sintetizador Moog lanzado por la original Moog Music, el polifónico programable Memorymoog (y subsecuentemente Memorymoog Plus), por manufacturando de 1983 a 1985, justo después de que la compañía se declara en bancarrota en 1986.
A mediados de los noventa, los sintetizadores análogos nuevamente fueron buscados y premiados por su sonido clásico. En 2001, la compañía de Robert Moog Big Briar logró conseguir los derechos del nombre de Moog y oficialmente la llamó Moog Music. Moog Music ha estado produciendo el Minimoog Voyager hecho partir del Minimoog desde 2002. A partir del 2006, más de 15 compañías realizan sintetizadores modulares del estilo de Moog.
En marzo de 2006, Moog Music reveló el sintetizador análogo Little Phatty, aclamado por contar «con una calidad hecha a mano y capaz de recrear el sonido Moog, a un precio que todo músico puede pagar». La primera edición limitada fue de 1200 unidades, una edición tributo a Bob Moog. En la actualidad aún se pueden comprar varios productos de Moog, como Moogerfooger, Taurus 3 y Minimoog Voyager.

## Lista de modelos
- Moog modular synthesizer (1963–1980)
- Minimoog (1970–1981)[2]
- Moog Satellite (1974–1979)
- Moog Sonic Six (1974–1979)
- Minitmoog (1975–1976)
- Micromoog (1975–1979)
- Polymoog (1975–1980)
- Moog Taurus (bass pedals) (1976–1983)
- Multimoog (1978–1981)
- Moog Prodigy (1979–1984)
- Moog Liberation (1980)
- Moog Opus-3 (1980)
- Moog Concertmate MG-1 (1981)
- Moog Rogue (1981)
- Moog Source (1981)
- Memorymoog (1982–1985)
- Moogerfooger (1998–presente)
- Minimoog Voyager (2002–presente)
- Moog Little Phatty (2006–presente)
- Slim Phatty (2010)
- Taurus 3 bass pedal (2011)
- Moog Minitaur (2012)
- Moog Sub Phatty (2013)
- Moog Sub 37 (2014)
- Moog Mother 32 (2015)
- Moog Grand Mother (2018)
- Moog DFAM (2018)
- Moog One (2018)
- Moog Matriarch (2019)
- Moog Subharmonicon (2020)

## Legado
El 23 de mayo de 2012, una réplica del sintetizador fue colocada en la página principal de Google por el 78 cumpleaños de Robert Moog.